# Arsenio Martínez-Campos Antón
Arsenio Martínez-Campos Antón (castellà: Arsenio Martínez-Campos)  (Segòvia, 14 de desembre de 1831 - Zarautz, 23 de setembre de 1900) va ser un oficial espanyol que es va pronunciar en contra de la primera República el 1874, donant inici a la restauració borbònica. Fou més tard Capità General (governador) de Cuba i president del Consell de Ministres (1879).

## Biografia
Nasqué a Segòvia el 14 de desembre de 1831. En 1852 va ingressar en l'Estat Major de l'Exèrcit. Va participar en la Guerra d'Àfrica (1859 – 1860) i en l'expedició anglo-hispano-francesa contra Mèxic en 1862, en ambdues ocasions sota les ordres de Joan Prim i Prats.
En 1868 la reina Isabel II va ser destronada. Un any després va ser destinat a Cuba on acabava de començar la Guerra dels Deu Anys. Va tornar a Espanya tres anys després com a brigadier per mèrits de guerra. Una vegada en la Península, va rebre el comandament d'una brigada per lluitar a Catalunya contra els carlistes. En 1873, el president Nicolás Salmerón li va encarregar sotmetre els cantons d'Almansa i de València, la qual cosa va aconseguir bombardejant i ocupant València. El govern republicà finalment el confinà a Mallorca.
El 2 de gener de 1874 el general Manuel Pavía va dissoldre les Corts, el final de la Primera República estava a prop.

### El pronunciament militar i la restauració borbònica
Martínez Campos era partidari de la Restauració dels Borbons en el tron, però al contrari que Cánovas del Castillo, ell no estava disposat a esperar que la campanya política pacífica acabés per reconvertir Espanya en una monarquia. El 29 de desembre de 1874 el govern, que sospitava de Martínez Campos, havia decidit bandejar-lo. Assabentat, va simular dirigir-se a Àvila, però va anar directament a Sagunt, requerit pels alfonsins valencians perquè es pronunciés. Mentrestant, el brigadier Luis Dabán y Ramírez de Arellano, cap de la brigada de Sogorb, va traslladar a part de la seva tropa fins a aquest mateix lloc. El 29 de desembre amb els soldats formant un quadre, Martínez Campos es va dirigir a ells i va proclamar al príncep Alfons, fill d'Isabel II, Alfons XII, Rei d'Espanya. El govern que, en aquests moments estava en mans de Serrano, no es va oposar al pronunciament, acceptant al nou rei.
Després de l'arribada d'Alfons XII a Espanya, fou nomenat capità general de Catalunya amb el comandament de les tropes que lluitaven contra els carlistes a Catalunya i Navarra. Al març de 1875 va ocupar Olot (la "capital" carlista de Catalunya) i poc després va assetjar la Seu d'Urgell, que va caure a l'agost. Després d'acabar amb uns pocs reductes, l'aixecament carlista a Catalunya va quedar definitivament controlat el 19 de novembre. L'exèrcit va concentrar llavors tot el seu esforç a Navarra, últim reducte carlista. El 28 de febrer de 1876 Alfons XII, el Pacificador entrava en Pamplona. Després del final de la contesa, Martínez Campos va ser ascendit per mèrits de guerra a Capità General.
Va ser diputat a Corts pel districte de Sagunt en les eleccions generals espanyoles de 1876, encara que al novembre va renunciar al càrrec per ser substituït per Eduardo Castañón Albizua. Aquest mateix any va ser destinat de nou a Cuba. Com a Capità General de l'illa estava al comandament de les tropes que lluitaven contra els rebels des de feia vuit anys.
Al comandament d'uns 20.000 homes va derrotar els insurrectes a Santiago de Cuba i Las Villas. Poc després, adonant-se que una guerra tan llarga havia aconseguit afeblir a tots dos contendents i perjudicava a tota la població de l'illa, i, com era favorable a una política de tolerància, Martínez Campos va iniciar una sèrie de contactes amb els insurgents. Llavors va declarar una amnistia total per tots aquells que abandonessin les armes. Els rebels, cansats de la guerra, van començar a abandonar la lluita.
El 7 de febrer de 1878 va sostenir una trobada secreta amb Vicente García González, cap dels insurrectes i li va transmetre les seves condicions perquè abandonessin les armes. Finalment, el 10 de febrer es va signar el Conveni de Zanjón, amb la qual es posava fi a deu anys de guerra. Es va donar una major autonomia a Cuba i es va abolir l'esclavitud.
En 1879 va tornar a la Península i fou nomenat senador per dret propi El 7 de març, a instàncies de Cánovas del Castillo, va ocupar el càrrec de President del Consell de Ministres i de Ministre de Guerra pel Partit Conservador. El 9 de desembre va ser substituït pel mateix Cánovas. En adonar-se que havia estat instrumentalitzat per Cánovas, va abandonar el seu partit i es va passar al Partit Liberal de Sagasta. Va formar part del govern de Sagasta de 1881 a 1883 de nou com a Ministre de Guerra. Mentre estava en el càrrec es va ocupar de la creació de l'Acadèmia General Militar. El 20 de febrer de 1882 es va publicar el decret fundacional, signat pel rei i per Martínez Campos, pel qual es creava l'Acadèmia a l'Alcàsser de Toledo.
Des de 1890, els xocs entre les tropes espanyoles de Melilla i les tribus rifenyes de la zona anaven en augment. El 2 d'octubre van ser assassinats un grup de soldats espanyols i uns presidiaris que treballaven en la construcció d'un fort als afores de la ciutat. La situació va ser empitjorant fins que, el 27 i el 28 d'octubre de 1893, va ser atacat el fort de Cabrerizas Altas, en el qual el governador militar de Melilla, general de divisió Juan García Margallo va morir juntament amb una part dels seus homes. El govern espanyol va organitzar immediatament un exèrcit de 20.000 homes al capdavant de Martínez Campos.
Davant el temor a una guerra, el sultà Mulay Hasan va manar al seu germà amb tropes per controlar a les tribus del Rif. El 5 de març de 1894, Martínez Campos va signar amb el sultà un Tractat pel qual es va acabar el conflicte.

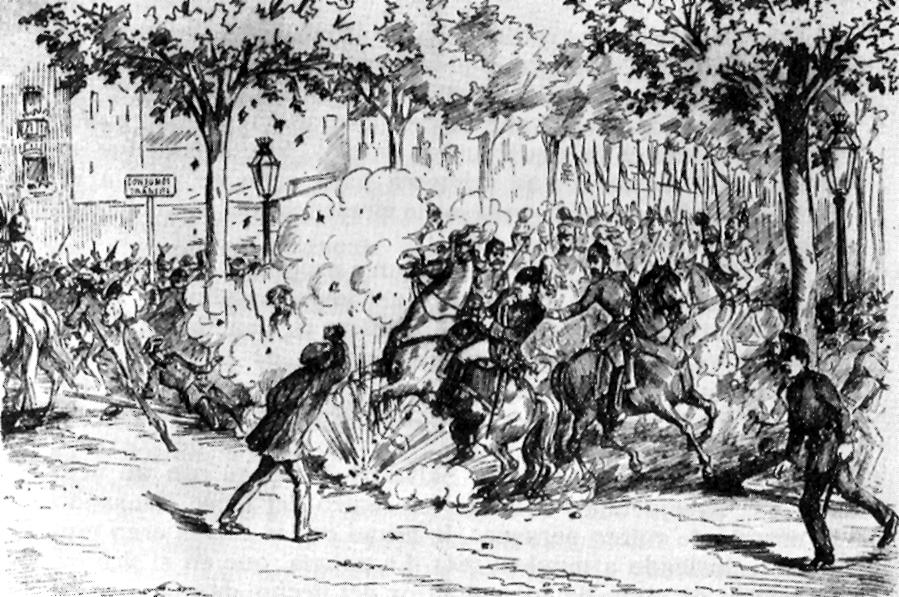
Il·lustració de l'atemptat contra el general Martínez Campos de 1893 en un periòdic de l'època.

En 1893, ocupant el càrrec de capità general de Catalunya i mentre presenciava una desfilada militar amb motiu de les festes de la Mercè, va ser objecte de l'atemptat anarquista de Paulí Pallàs i Latorre a Barcelona, del que en va sortir lleugerament ferit. En 1895, en esclatar una altra vegada la guerra, fou nomenat novament Governador de Cuba. Però aquesta vegada els seus intents pacificadors no van donar molt resultat i, com que no volgué endurir les mesures contra els insurgents va ser rellevat l'any següent pel general Valerià Weyler, tornant a la península.
La Gaceta de Madrid publicà el 19 de gener de 1896 el seu nomenament com a president del Consell Suprem de Guerra i Marina, càrrec del qual va dimitir a penes un mes després. Va morir el 23 de setembre de 1900 a Zarautz.